# Aldebert IV de Peyre
Pour les articles homonymes, voir Aldebert de Peyre.
Aldebert IV de Peyre, né en ? et mort le 23 août 1443 à Chanac, était un évêque français. Il fut en effet évêque de Mende entre 1441 et 1443. L'accession à ce dernier évêché lui avait également conféré le titre de comte de Gévaudan, ce titre étant dévolu aux évêques de Mende, depuis l'acte de paréage signé en 1307 par le roi et Guillaume VI Durand.
Il reste dans le vocable sous le nom d'Aldebert IV, car il est le quatrième évêque de Mende à porter le prénom d'Aldebert.

## Biographie
Aldebert était le fils d'Aldebert de Peyre, devenu à la suite du décès de son frère sans postérité Astorg XIII de Peyre, et de Isabeau d'Agoult. Comme le voulait la tradition de la baronnie de Peyre, le cadet de la famille devait porter le prénom d'Aldebert et se diriger vers les ordres. C'est ce que fit son père, comme archidiacre de Mende, avant de devenir baron de Peyre à la mort d'Astorg XII. Le frère d'Aldebert IV, était le futur Astorg XIV.
Depuis que l'un des cadets de Peyre, Aldebert de Peyre, évêque de Viviers l'avait mis dans son testament en 1306 (bien que la tradition respectait déjà cette règle), le cadet des Peyre devait se prénommer Aldebert. Mais surtout, il recevait, comme un apanage, la seigneurie de Marchastel, ainsi que des propriétés à Thoras et à Mende.
Possédant donc de nombreuses terres, Aldebert devient chanoine de Mende. Puis, en 1421, il est archidiacre de la cathédrale, et vicaire général.
Il est élu par les chanoines évêque de Mende en 1441, mais meurt deux années plus tard au château de Chanac résidence des évêques de Mende. Il est inhumé dans cette paroisse, car il est peu aisé de ramener sa dépouille jusqu'à Mende.